# Stefan Benz

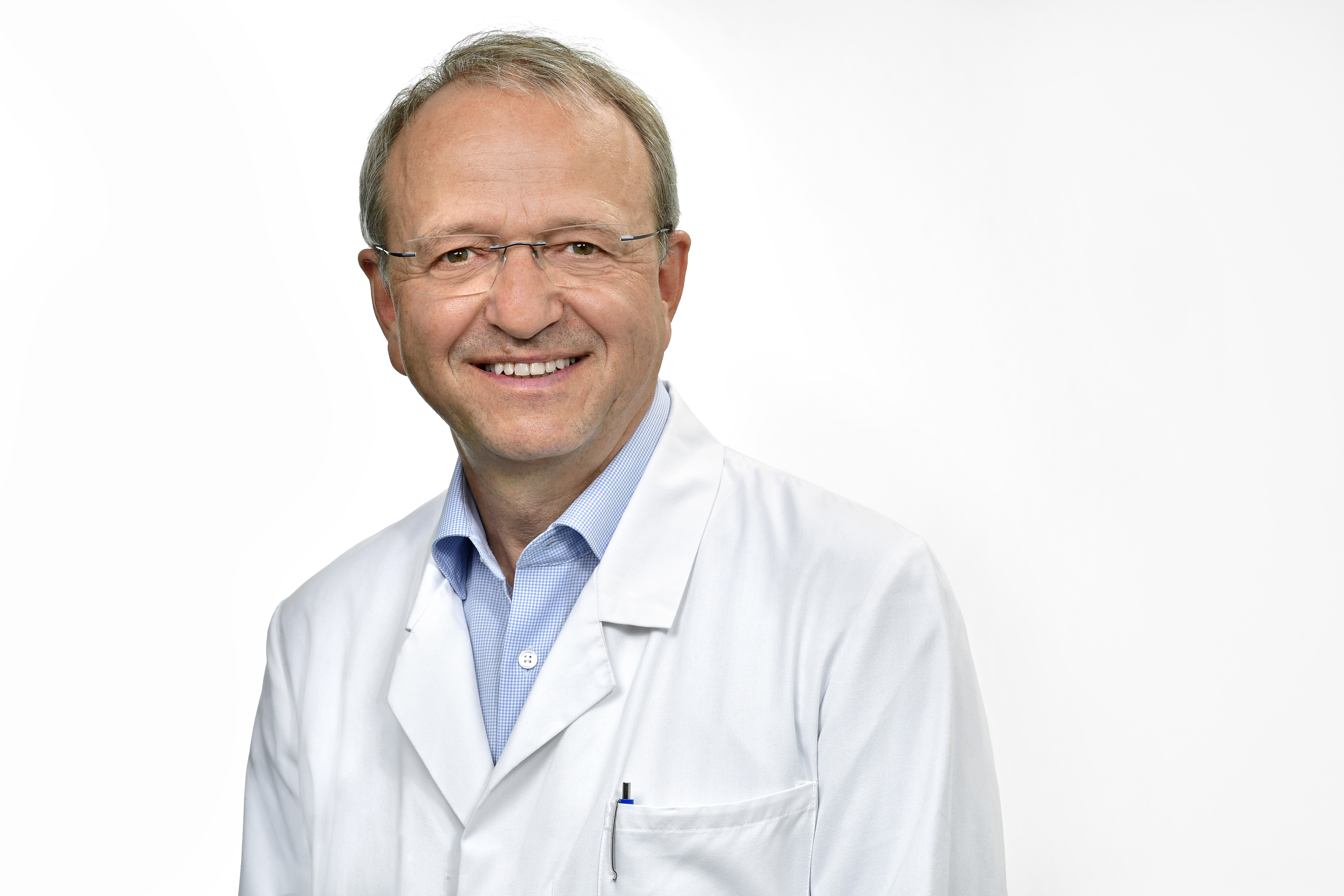
Stefan Benz (2017)

Stefan Rolf Benz (* 29. März 1964 in Nagold) ist ein deutscher Chirurg und Onkologe. Er ist Mitgründer und Vorsitzender der Arbeitsgemeinschaft deutscher DKG-zertifizierter Darmzentren und Erstherausgeber und Co-Autor des Lehrbuches „Chirurgie des Kolonkarzinoms“.

## Leben
Stefan Benz wurde 1964 als eines von vier Kindern des Unternehmers Rolf Benz geboren. Er studierte in Tübingen und Homburg Medizin, mit Studienaufenthalten in New York City und Freiburg im Üechtland. Heute ist Benz Chefarzt der Klinik für Allgemein-, Viszeral- und Kinderchirurgie des Klinikums Böblingen. Zuvor war er an den Universitätskliniken Tübingen, Rostock und Freiburg im Breisgau sowie am Klinikum Nagold tätig.
Benz’ klinische und wissenschaftliche Forschung fokussiert sich auf das Thema Darmkrebs, insbesondere auf die komplette mesokolische Exzision (Englisch: complete mesocolic excision, kurz: CME). Er leitete und publizierte die multizentrische Resektatstudie zur Evaluation der CME in Deutschland. Benz entwickelte neuartige Operationsvarianten für die laparoskopischen CME, den sogenannten uncinatus first approach. Zudem hat er eine Klassifikation zur Beurteilung der Qualität einer CME-Operation entwickelt. Er ist Leiter der deutschen Arbeitsgruppe laparoskopische CME zur Entwicklung einer standardisierten Operationsvariante und entwickelte ein Konzept für die praktische Wissensvermittlung dieser Operation. Benz ist Erfinder mehrerer medizinischer Werkzeuge. Beispielsweise entwickelte er den Saugstent zur Therapie und Prophylaxe von Anastomoseninsuffizienzen.
Benz ist Gründungsmitglied und Vorstand der Arbeitsgemeinschaft deutscher DKG-zertifizierter Darmkrebszentren. Der Verein verfolgt das Ziel, die Arbeit der anerkannten Darmkrebszentren in Deutschland weiter zu fördern und den Wissensaustausch zwischen den Zentren auszubauen. Er ist zudem stellvertretender Vorsitzender der Arbeitsgemeinschaft Deutscher Tumorzentren.
Für seine Habilitationsschrift zum Thema Pathophysiologie des Ischämie/Reperfusionsschadens am Pankreas erhielt Benz 2002 den Ludwig-Rehn-Preis der Mittelrheinischen Chirurgenvereinigung. 2017 gewann er die Cup Session der European Association of Endoscopic Surgery.

## Schriften
- Stefan Benz, Inke Feder, Saskia Vollmer, Yu Tam, Reinscher-Schick Anke, Denz Robin, Hohenberger Werner, Lippert Hans, Andrea Tannapfel,  Ingo Stricker: Complete Mesocolic Excision for Right-Sided Colon Cancer: prospective multicentre study. In: British Journal of Surgery. Nr. 110(1), Dezember 2022, S. 98–105, PMID 36369986.
- Stefan Benz, Frank Pfeffer, Klaus Rösler, Jürgen Gabriel, Wolfgang Schareck, Ulkrich Theodor Hopt: First clinical application of a newly developed device for intragastric surgery for the treatment of pancreatic pseudocysts. In: Gastrointestinal Endoscopy. Nr. 49, 1999, S. 772–776, doi:10.1016/S0016-5107(99)70299-3.
- Stefan Benz, R. Obermaier, Frank Pfeffer, R. Wiesner, Wolfgang Schareck, Ulrich Theodor Hopt: Impairment of microcirculation in the early reperfusion period correlates with the degree of graft pancreatitis in simultaneous pancreas-/kidney transplantation. In: Transplantation. Nr. 71(6), 2001, S. 759–763.
- Stefan Benz, Yu Tam, Andrea Tannapfel, Ingo Stricker: The uncinate process first approach: a novel technique for laparoscopic right hemicolectomy with complete mesocolic excision. In: Surgical Endoscopy. Juli 2015, PMID 26194254.
- Stefan Benz, Hagen Barlag, Michael Gerken, Alois Fürst, Monika Klinkhammer-Schalke: Laparoscopic surgery in patients with colon cancer: a population-based analysis. In: Surgical Endoscopy. Nr. 31(6), Juni 2017, S. 2586–2595, doi:10.1007/s00464-016-5266-2.
- Stefan Benz, Andrea Tannapfel, Yu Tam, A. Grünenwald, S. Vollmer, Ingo Stricker: Proposal of a new classification system for complete mesocolic excision in right-sided colon cancer. 5. März 2019, doi:10.1007/s10151-019-01949-4.
- Christoph Werner Strey, Christoph Wullstein, Michel Adamina, Ayman Agha, Heiko Aselmann, Thomas Becker, Robert Grützmann, Werner Kneist, Matthias Maak, Benno Mann, Kurt Thomas Moesta, Norbert Runkel, Clemens Schafmayer, Andreas Türler, Thilo Wedel, Stefan Benz: Laparoscopic right hemicolectomy with CME: Standardization using the 'Critical View' concept. In: Surgical Endoscopy. Nr. 32(12), Dezember 2018, S. 5021–5030, PMID 30324463.
- Stefan Benz, Robert Grützmann, Benno Stinner: Chirurgie des Kolonkarzinoms: Strategien und Verfahren für eine differenzierte chirurgische Therapie des Kolonkarzinoms. 2. April 2021, doi:10.1007/978-3-662-60453-3.